# Leovigildo López Cerezo
Leovigildo López Cerezo (Cómpeta, 1944) es un político español exalcalde de las localidades andaluzas de Canillas de Albaida y Cómpeta (ambas en la provincia de Málaga) por el Partido Popular (PP). Después de gobernar durante 28 años ininterrumpidos (12 en Canillas de Albaida y 16 en Cómpeta) renunció a presentarse como candidato en las elecciones municipales de 2007 para proponer como sucesor al párroco del pueblo, José Luis Torres, quien obtuvo la Alcaldía con el PP. López Cerezo fue condenado en 2008 a 7 años de inhabilitación para empleo y cargo público y a doce meses de multa por un delito de prevaricación urbanística.
| Predecesor: José Ávila Ruiz | Alcalde de Cómpeta 1991-2007             | Sucesor: José Luis Torres Gutiérrez |
| Predecesor: n/a             | Alcalde de Canillas de Albaida 1979-1991 | Sucesor: José Martín Oñate          |